# Ctenotus pulchellus
Ctenotus pulchellus este o specie de șopârle din genul Ctenotus, familia Scincidae, descrisă de Storr 1978. Conform Catalogue of Life specia Ctenotus pulchellus nu are subspecii cunoscute.